# توره دایزولا
توره دایزولا (به ایتالیایی: Torre d'Isola) یک کومونه در ایتالیا است که در استان پاویا واقع شده‌است. توره دایزولا ۱۶٫۳ کیلومتر مربع مساحت و ۲٬۲۷۶ نفر جمعیت دارد و ۸۴ متر بالاتر از سطح دریا واقع شده‌است.